# Cecilia Noël
Cecilia Noël (Lima) é uma cantora peruana de soul e salsa, chamada às vezes como a "Tina Turner latina". Começou a carreira aos oito anos de idade no programa de televisão peruano El Tío Johnny e na adolescência foi estudar voz, violino e piano na Argentina e Alemanha antes de se mudar para Nova York e ser dançarina da Jo Jo’s Dance Factory e Menudo. Mudou-se para Los Angeles em 1989, e no começo dos anos 90 formou o grupo musical Cecilia Noël And The Wild Clams.
Desde 2002, é casada com o músico Colin Hay, líder da banda australiana Men At Work. Desde então, Cecilia Noël passou então a participar dos discos e espetáculos solo do marido, inclusive nas turnês brasileiras do cantor em 2004, 2007 e 2011. A partir de 2019, Colin Hay excursionou a Europa e os Estados Unidos utilizando o nome Men At Work e Cecilia Noël integrou a banda.
Em 2014, lançou o álbum "Havana Rocks", contendo releituras de sucessos da música pop dos anos 1980 em ritmos latinos. O álbum lhe rendeu o prêmio internacional Cubadisco em 2015, sendo o primeiro disco americano a conquistá-lo após o embargo. Cecilia produziu o álbum com os melhores músicos de Cuba, incluindo San Miguel Perez, premiado especialista em tres cubano, de quem produziu o primeiro álbum, com a participação de Colin Hay na faixa-título "Un Poquito de Amor Every Day".
No início de 2022, Cecilia Noël participou da trilha sonora do filme "Cidade Perdida" (The Lost City), cantando a música "Lagrimas Sin Fin", composta por Cheche Alara e L' David Aguilar e arranjada por Pinar Toprak. O filme é estrelado por Sandra Bullock, Channing Tatum, Daniel Radcliffe e Brad Pitt. O jornal americano LA Times adicionou "Lagrimas Sin Fin" a uma playlist com o que consideram ser as melhores músicas originais de filmes do ano.

## Discografia
Álbuns
- Delivery (1998) - como "Cecilia Noël & The Wild Clams"
- Bongoland (2003) - como "Cecilia Noël & The Wild Clams"
- A Gozár! (2009)
- Havana Rocks (2014)

Singles
- Papa Noël (2017)
- Fina Estampa (2021)
- Famosa En El Barro (2021)